# Yoel Cuni Morales
Yoel Cuni Morales, né le 15 février 1987 à La Havane, est un handballeur professionnel international cubain. Il mesure 1,90 m et pèse 105 kg. Il joue au poste d'arrière droit pour le club de Dunkerque HGL depuis la saison 2020-2021. 

## Biographie
Originaire de La Havane, Yoel Cuni Morales intègre le centre de formation du FC Porto avant de passer professionnel au sein du club portugais en 2007. Entre 2012 et 2014, il connut successivement deux autres clubs portugais : l'Artística de Avanca et le Madeira Andebol SAD. En 2018, il arrive en France au sein de l'US Ivry. Après deux bonnes saisons, il signe au sein du club nordiste de Dunkerque HGL.

## Palmarès

### En club

#### FC Porto
- Vainqueur de la SuperCoupe portugaise en 2014
- Vainqueur du Championnat portugais en 2014-2015